# Дэва Сигэто
Дэва Сигэто (яп. 出羽 重遠 Дэва Сигэто:, 17 января 1856 — 27 января 1930) — японский адмирал (09.07.1912), участник русско-японской войны 1904-1905 гг.

## Биография
Дэва был сыном самурая из области Айдзу (ныне часть префектуры Фукусима). Возмужав, вступил в группу Бяккотай, резервный отряд официальных вооружённых сил области Айдзу. Вместе с отрядом Дэва участвовал в битве при Айдзу в ходе Войны Босин.
Впоследствии Дэва закончил императорскую военно-морскую академию, выпустившись в составе 5-го выпуска (был шестым из 43-х кадетов). 16 августа 1878 года получил звание мичмана (яп. 少尉補 сё:ихо), 12 августа 1880 — младшего лейтенанта (яп. 少尉 сё:и), 27 февраля 1883 — лейтенанта (яп. 中尉 тю:и). Служил младшим офицером на нескольких кораблях японского флота, в частности на корвете «Цукуба», броненосце «Фусо», шлюпе «Хосё», броненосце «Рюдзё», корвете «Амаги» и крейсерах «Асама», «Нанива» и «Такачихо». 7 апреля 1886 года повышен в звании до капитан-лейтенанта (яп. 大尉 тайи), а 16 октября 1890 — до капитана третьего ранга (яп. 少佐 сё:са). В 1886—1890 — старший офицер на крейсере «Такао». В 1893 году — капитан канонерок «Акаги» и «Тацута». 7 декабря 1894 года повышен в звании до капитана первого ранга (яп. 大佐 тайса).

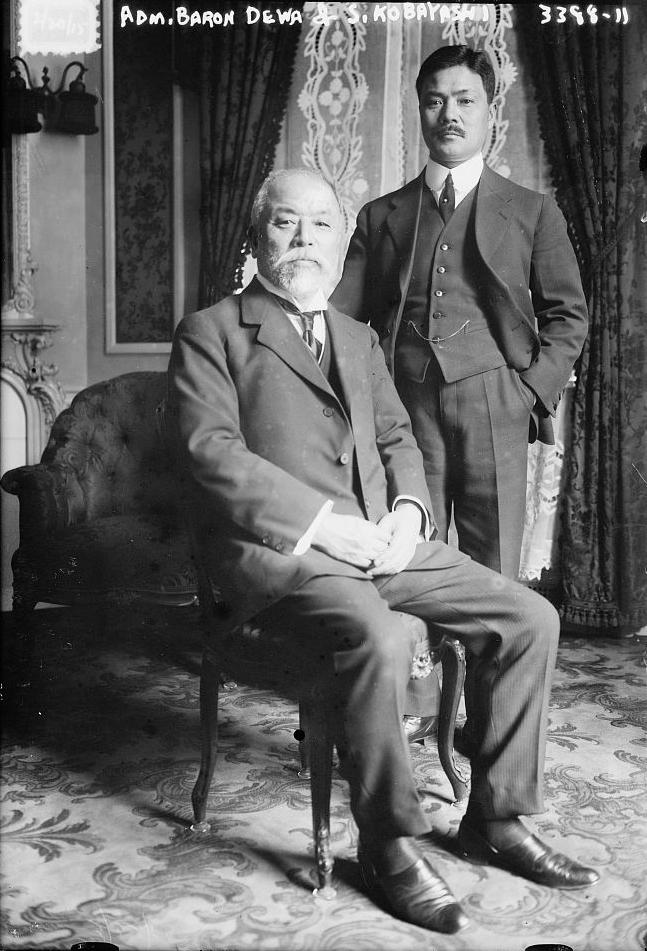
Дэва Сигэто и Кобаяси, Сэйдзо

В ходе первой японо-китайской войны (1894—95) Дэва служил штабным офицером «флота западных морей», оборонительной группировки, патрулирующей территориальные воды. В 1893 году стал директором отдела личного состава военно-морского министерства. В 1898 году стал капитаном крейсера «Токива».
20 мая 1900 года получил звание контр-адмирала. 6 июня 1904 года — вице-адмирала. В ходе русско-японской войны командовал третьей эскадрой крейсеров Первого имперского флота, участвовал в ночном нападении на корабли российской первой тихоокеанской эскадры, в сражении в Жёлтом море (командовал крейсером «Якумо»). Во время Цусимского сражения возглавлял третью эскадру, флаг поднял на крейсере «Касаги».
В декабре 1905 года назначен командующим третьим флотом. С ноября 1906 года начальник управления военно-морского образования.
21 сентября 1907 стал пэром, получил титул дансяку (барона), вошёл в состав высшей аристократии кадзоку.
Позднее был командующим вторым флотом, военно-морским округом Сасебо и первым флотом.
9 июля 1912 года произведён в полные адмиралы. Стал первым японцем не из княжества Сацума и первым из Айдзу, достигшим данного звания в имперском японском флоте. Первым вице-адмиралом из Айдзу стал Цунода Хидэмацу, первым контр-адмиралом — Мацудайра Морио, сын бывшего даймё Айдзу Мацудайры Катамори
Будучи председателем бюро по расследованию судостроительного взяточного скандала, связанного с европейскими компаниями «Сименс» и «Виккерс», Дэва сконцентрировал усилия на чистке флота от коррупции. Эта кампания в итоге привела к падению кабинета адмирала Ямамото Гомбэя в марте 1914 года. Дэва оставил активную службу в 1925 году.
В последние годы жизни Дэва участвовал в постройках памятников погибшим в битве при Айдзу. Его могила находится на кладбище Аояма в Токио.

## Награды
- Орден Священного сокровища 5-й степени — 24 ноября 1894
- Орден Золотого коршуна 4-й степени — 27 сентября 1895
- Орден Восходящего солнца 5-й степени — 27 сентября 1895
- Медаль за участие в японо-китайской войне — 18 ноября 1895
- Орден Золотого коршуна 2-й степени — 1 апреля 1906
- Орден Восходящего солнца 1-й степени — 1 апреля 1906
- Медаль за участие в русско-японской войне — 1 апреля 1906
- Медаль за участие в мировой войне — 7 ноября 1915
- Медаль Победы в мировой войне — 10 ноября 1915
- Орден Восходящего солнца с цветами павловнии на большой ленте — 27 января 1930 (посмертно)

### Иностранные
- Орден Железной короны 2-й степени (Австро-Венгрия) — 6 сентября 1902
- Орден Святого Станислава 1-й степени — 28 октября 1902